# Claudio Gálvez Santibañez
Claudio Gálvez Santibañez (n. Santiago de Chile, 1956; f. Gasherbrum I, Pakistán, 9 de julio de 2001) fue un profesor universitario y magíster en educación física, así como un destacado montañista y escalador técnico chileno, reconocido por haber dirigido o participado en programas de ascensos a diferentes cumbres alrededor del mundo, entre ellas el Monte Aconcagua en 1977, Gasherbrum II en 1979, y haber formado parte de la primera expedición chilena al Monte Everest en 1983. También se le recuerda por su muerte, a la edad de 45 años, acaecida el día 9 de julio de 2001, posterior al hito de haber alcanzado la cumbre del monte Gasherbrum I de Pakistán, de 8068 metros. De igual manera fue instructor en la Escuela Nacional de Montaña (Enam) y de la Federación de Andinismo de Chile (Feach), donde integró la comisión técnica de la Federación, y donde fue técnico y entrenador de la selección nacional de andinismo.
En 2007 un grupo de montañistas de la Universidad de Santiago de Chile (Usach), institución a la cual él pertenecía en el momento de su fatal accidente, hizo un homenaje a su trayectoria, luego de alcanzar la cima de la cumbre Nanga Parbat, de 8125 metros, también en Pakistán. Asimismo, la propia universidad decidió entregar todos los años un premio al mejor deportista de dicha institución, condecoración que lleva por nombre Premio Claudio Gálvez Santibañez, en su memoria.

## Ascensos
Cumbres
- 4345 metros, pared sur del Cerro San Francisco en invierno, 1975.
- 3999 metros, pared sur del Cerro Retumbadero Alto, 1975.
- 3125 metros, pared sur del Cerro San Gabriel en invierno, 1977.
- 6962 metros, pared sur del Monte Aconcagua, 1977.
- 4364 metros, pared sur del Cerro El Muro, 1983, primera ascensión absoluta, Embalse del Yeso.
- 8068 metros, Gasherbrum I, 2001.

Debatido
- 7600 / 8035 metros, Gasherbrum II, 1979.
- 8028 / 8051 metros, Broad Peak o Rocky Summit, 1999.

Sin cumbre
- 8300 / 8848 metros, Monte Everest, 1983.
- 7400 / 8051 metros, Broad Peak, 1992.